# Eclipse solar de 10 de outubro de 1912
O Eclipse solar de 10 de outubro de 1912 foi uma cobertura total do sol pela lua que ocorreu no 10 de outubro de 1912. O fenômeno teve ampla cobertura da imprensa brasileira, mobilizou expedições astronômicas para observação no fenômeno na região da serra da Mantiqueira, mas não pode ser observado devido ao mal tempo na região.

## Observação frustrada
Através da articulação de Henrique Morize, então diretor do Observatório Nacional, diversas expedições astronômicas foram enviadas para a divisa dos Estados de Minas Gerais e São Paulo. As localidades escolhidas pelos astrônomos estrangeiros para realizar suas observações situavam-se na serra da Mantiqueira, nas imediações das cidades de Passa Quatro, Cristina e Alfenas.